# Багаева, Евдокия Николаевна
Евдокия Николаевна Багаева (1933—2013) — советская работница сельского хозяйства, доярка, Герой Социалистического Труда (1973).

## Биография
Родилась 8 марта 1933 года в селе Кубассы Чистопольского района Татарской АССР.
После окончания семилетней школы работала в родном колхозе им. Ленина, который позднее был переименован в коллективное сельскохозяйственное предприятие «Кама». Но в 1952 году Евдокия пришла на молочно-товарную ферму и более 25 лет проработала дояркой. В 1968 году Евдокия Николаевна стала лучшей дояркой района, в последующие два года подтверждала это звание. Она представляла доярок Татарии на зональных состязаниях. В годы VIII пятилетки (1966—1970) средняя годовая продуктивность коров в её группе превысила 4000 килограммов молока.
Занималась общественной деятельностью, была депутатом сельского и районного Советов, членом Всероссийского совета колхозов. На пенсии проживала в г. Чистополе.
Умерла 31 декабря 2013 года.

## Награды
- В 1971 году Е. Н. Багаевой вручили первый орден Ленина.
- В 1973 году ей было присвоено звание Героя Социалистического Труда с вручением ордена Ленина.
- Также была награждена четырьмя бронзовыми медалями ВДНХ СССР, получала Почётные дипломы за успешное выполнение заданий IX и X пятилеток.
- Почётный гражданин города Чистополя и Чистопольского района.